# 蒙塔尔巴诺约尼科
蒙塔尔巴诺约尼科（義大利語：Montalbano Jonico），是意大利马泰拉省的一个市镇。总面积132平方公里，人口7592人，人口密度57.5人/平方公里（2009年）。ISTAT代码为077016。